# Tricot
Tricot (яп. トリコ торико, «Трико́») — японская рок-группа из Киото, образованная в 2010 году и состоящая из Икуми Накадзимы, Мотоко Киды, Хироми Саганэ и Юсукэ Ёсиды. Журнал Rolling Stone охарактеризовал её музыкальный стиль как «адреналиновый ускоренный мат-рок с конфетной глазурью поп-музыки».

## История
Tricot сформировали в Киото в 2010 году вокалистка и гитаристка Икуми «Иккю» Накадзима, гитаристка Мотоко «Мотифор» Кида и бас-гитаристка Хироми «Хирохиро» Саганэ. Саганэ является уроженкой этого города, в то время как Накадзима и Кида родом из соседней префектуры Сига. До основания коллектива музыкантши играли в различных местных группах Киото и его окрестностей, где они друг с другом познакомились. В 2011 году к Tricot присоединился барабанщик Кадзутака Комаки. Вскоре после этого участники основали собственный лейбл — Bakuretsu Records. В октябре 2013 года группа выпустила дебютный студийный альбом T H E, который достиг 18-го места в еженедельном хит-параде Oricon. В марте 2014 года из-за разных взглядов на музыку из Tricot ушёл Комаки. В его отсутствие оставшееся трио решило гастролировать и записывать новые работы с сессионными музыкантами. В том же году группа провела турне по пяти странам Азии, затем последовало турне по Европе, где они участвовали в нескольких музыкальных фестивалях, среди которых Eden Sessions в Великобритании, на котором они выступали на разогреве перед американской рок-группой Pixies.
В марте 2015 года вышел второй студийный альбом A N D, занявший 34-е место в чарте Oricon. С октября 2015 года по март 2016 года Tricot провели турне по Северной Америке, Японии и Европе под названием Yattokosa Tour. В мае 2017 года был издан третий альбом 3, достигший 20-го места в хит-параде Oricon. В поддержку пластинки группа устроила тур Tricot vs 47, в ходе которого выступила в каждой из 47 префектур Японии, а также европейский тур. В конце заключительного концерта в рамках Tricot vs 47 участницы объявили, что Юсукэ Ёсида, бывший сессионным барабанщиком с 2016 года, стал членом группы.
В 2018 году Tricot провели второе турне по Северной Америке. В том же году Накадзима совместно с комиками Кадзутоё Коябу и Кунихиро Кавасимой и музыкантами Эноном Каватани и Такаси Ниигаки образовала группу Genie High.
В январе 2020 года на 8902, новообразованном лейбле — филиале Cutting Edge, вышел четвёртый альбом Makkuro. В октябре того же года Tricot выпустили пятый альбом под названием 10, посвящённый десятилетию группы. В декабре 2021 года был издан шестой альбом Jodeki.

## Участники
- Икуми Накадзима (Иккю) (яп. 中嶋 郁美, 中嶋イッキュウ) — вокал, ритм-гитара (с 2010)
- Мотоко Кида (Мотифор) (яп. 木田 素子, キダ モティフォ) — соло-гитара, фоновый вокал (с 2010)
- Хироми Саганэ (Хирохиро) (яп. 相根宏美, ヒロミ・ヒロヒロ) — бас-гитара, фоновый вокал (с 2010)
- Юсукэ Ёсида (яп. 吉田 雄介) — барабаны (с 2017)

Бывшие
- Кадзутака Комаки — барабаны (2011—2014)

## Дискография

### Синглы
| Год  | Название                                                  | Высшая позиция | Высшая позиция | Альбом  |
| Год  | Название                                                  | Oricon         | Japan Hot 100  | Альбом  |
| ---- | --------------------------------------------------------- | -------------- | -------------- | ------- |
| 2012 | «Rin to Shite Saku Hana no Gotoku» (凛として咲く花の如く) | —              | —              | Bacyuun |
| 2013 | «99.974 °C»                                               | 58             | —              | —       |
| 2013 | «Oyasumi» (おやすみ)                                      | 41             | 61             | T H E   |
| 2014 | «Break»                                                   | 41             | —              | A N D   |
| 2015 | «E»                                                       | 53             | —              | A N D   |
| 2015 | «Pork Ginger» (ポークジンジャー)                          | —              | —              | 3       |
| 2017 | «DeDeDe»                                                  | —              | —              | 3       |
| 2017 | «Melon Soda» (メロンソーダ)                               | —              | —              | 3       |
| 2018 | «Potage» / «Boom ni Notte» (ブームに乗って)               | 184            | —              | Makkuro |
| 2019 | «Afureru» (あふれる)                                      | 36             | —              | Makkuro |
| 2020 | «Omae» (おまえ)                                           | —              | —              | 10      |
| 2020 | «Summer Night Town» (サマーナイトタウン)                  | —              | —              | 10      |
| 2020 | «Warp»                                                    | —              | —              | 10      |
| 2021 | «Bakuro» (暴露)                                           | —              | —              | Jodeki  |
| 2021 | «Inai» (いない)                                           | —              | —              | Jodeki  |
| 2021 | «Dogs and Ducks»                                          | —              | —              | Jodeki  |
| 2021 | «Esa ni mo Narenai» (餌にもなれない)                      | —              | —              | Jodeki  |
| 2021 | «Kayoko» (カヨコ)                                         | —              | —              | Jodeki  |

### Мини-альбомы
| Дата выхода    | Название                              | Высшая позиция | Высшая позиция |
| Дата выхода    | Название                              | Oricon         | Japan Hot 100  |
| -------------- | ------------------------------------- | -------------- | -------------- |
| 2 августа 2011 | Bakuretsu Tricot San (爆裂トリコさん) | 46             | —              |
| 9 мая 2012     | Shougakusei to Uchuu (小学生と宇宙)   | 57             | —              |
| 5 декабря 2012 | Bacyuun (バキューン)                  | 51             | —              |
| 10 марта 2015  | A N D Pre-Release Studio Live Session | —              | —              |
| 27 апреля 2016 | Kabuku                                | 46             | 59             |
| 3 июля 2018    | Tricot on Audiotree Live              | —              | —              |
| 20 марта 2019  | Repeat (リピート)                     | 34             | 83             |

### Студийные альбомы
| Дата выхода     | Название         | Высшие позиции | Высшие позиции | Высшие позиции |
| Дата выхода     | Название         | Oricon         | Japan Hot 100  | World Albums   |
| --------------- | ---------------- | -------------- | -------------- | -------------- |
| 2 октября 2013  | T H E            | 18             | —              | —              |
| 18 марта 2015   | A N D            | 34             | —              | —              |
| 17 мая 2017     | 3                | 20             | 31             | 5              |
| 29 января 2020  | Makkuro (真っ黒) | 27             | 28             | —              |
| 21 октября 2020 | 10               | 48             | 42             | —              |
| 15 декабря 2021 | Jodeki (上出来)  | 50             | 49             | —              |

### Видеоальбомы
| Дата выхода   | Название                                | Высшие позиции | Высшие позиции |
| Дата выхода   | Название                                | Oricon         |                |
| ------------- | --------------------------------------- | -------------- | -------------- |
| 2 ноября 2016 | Kabuku Tour 2016 Final at Akasaka Blitz | 25             |                |